# シナイのグレゴリオス

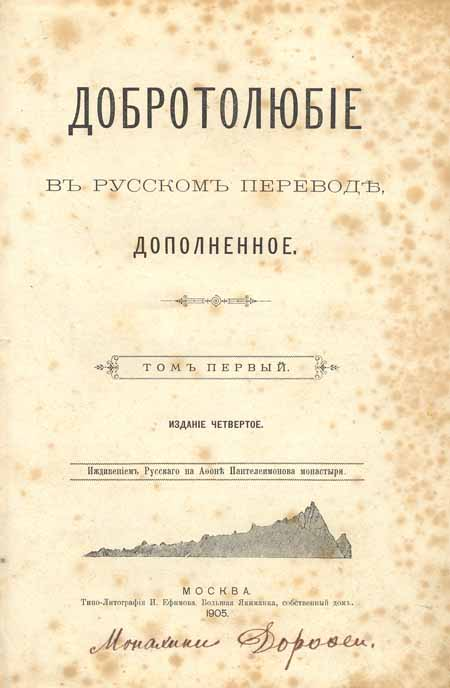
Philokalia (Moscow, 1905)

シナイのグレゴリオス、セルビア語とブルガリア語では Grigorije Sinaita、ギリシャ語で Gregorios ho Sinaites、英語: Gregory of Sinai（ 1260年代頃 - 1346年11月27日）は、スミルナ出身のギリシャ人キリスト教修道士、作家である。彼は14世紀初頭のアトス山におけるヘシカズムの出現に重要な役割を果たした。

## 略歴
スミルナ生まれのグレゴリオスは、若い頃にセルジューク朝トルコ人に捕らえられ、最終的にキプロス島に身代金を払って連れて行かれ、シナイ半島の聖カタリナ修道院で修道士となった。その後クレタ島に移り、アルセニオスという修道士からヘシカズムの実践を学んだ。1310年にアトス山に行き、1335年までそこに留まった。アトス山では、フィロテオス修道院(en)近くのマグーラと名づけられたスキーティ(隠修士たちの小群居地)で修道士を務めた。アトス島に対するイスラム教徒の襲撃が激化したため、グレゴリオスと数人の弟子はブルガリア帝国に逃れ、ブルガリア皇帝イヴァン・アレクサンダルの保護を受ける。その後、ブルガリア南東部のストランジャ山脈にあるパロリアの近くに修道院を設立した。
グレゴリオスの弟子には、ティスマナのニコデモ(en)、コンスタンティノープル総主教カリストス1世(en)（1351年頃にグレゴリウスの伝記を書いた）、ヴィディンのロミロス(en)、タルノヴォのテオドシウス(en)、シナイの小グレゴリオス(en)、エウリポスのゲラシモスなどがいた。
彼は1346年11月27日にブルガリアの現在のザベルノヴォ近郊のパロリア(en)山中で亡くなった。

## フィロカリア
フィロカリアにはグレゴリオスによるギリシャ語の著作が5つ収録されている。
- 戒律と教義、警告と約束について、思考、情熱、美徳について、そして静寂と祈りについて：137章のテキスト
- その他のテキスト
- ロンギノス聴罪司祭のために書かれた『恩寵と惑わしのしるしについて』10のテキスト
- 静寂について：15のテキスト
- 祈りについて：7つのテキスト